# Modelo Semashko

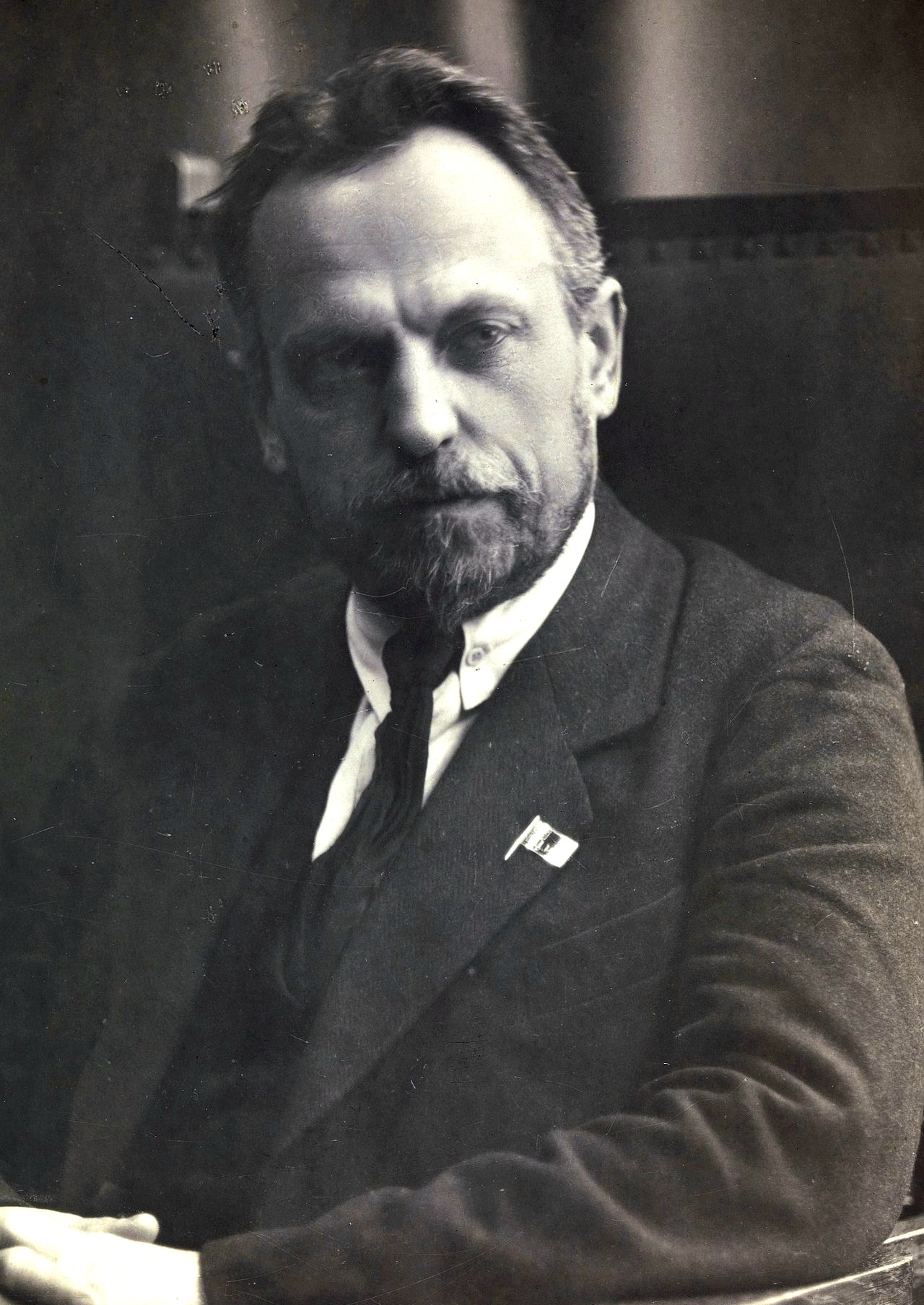
Nikolai Semashko

O modelo Semashko é um sistema de saúde de camada única em que a saúde é gratuita para todos. Ao contrário do Modelo Beveridgiano, em que a saúde nacional é financiada por meio de tributação especial da população, a saúde no modelo Semashko é financiada pelo orçamento público. O modelo recebeu esse nome em homenagem a Nikolai Semashko, um Comissário do Povo para a Saúde soviético. O modelo é amplamente mantido na Rússia e na maioria dos outros estados pós-soviéticos (exceto no Turcomenistão, Quirguistão e países Bálticos) é considerado um dos mais influentes.

## Características
No modelo Semashko, os serviços médicos são fornecidos por uma hierarquia de instituições estatais sob a supervisão do Ministério da Saúde e são financiados pelo orçamento nacional. Para os cidadãos do país, os serviços médicos são gratuitos e iguais, com ênfase em higiene social e prevenção de doenças infecciosas. O modelo apresenta instalações médicas de propriedade pública, trabalhadores de saúde assalariados, grandes provedores de atenção primária à saúde e um grau excepcionalmente alto de administração governamental, fornecendo um sistema universal de saúde. O modelo Semashko não permite práticas médicas privadas, pois todos os médicos são funcionários do Estado. Na União Soviética, sob esse modelo, todo o território do país era dividido em distritos, com hospitais ambulatoriais e médicos locais designados para cada um deles. Esses médicos eram clínicos gerais, capazes de tratar a maioria das doenças comuns, enquanto os casos mais complicados eram encaminhados aos hospitais regionais.
Uma característica especial do modelo Semashko é o "método de vigilância dinâmica do dispensário", que sustenta que cada caso detectado de uma doença grave deve ser submetido a um determinado conjunto de diretrizes médicas, incluindo o planejamento de atividades curativas, documentando-as, garantindo o número necessário de contatos com especialistas, um processo de monitoramento e indicadores de resultados. Essas diretrizes foram desenvolvidas em um estágio posterior, no final da década de 1960.

## História
O modelo Semashko teve origem após a Revolução de Outubro de 1917. No Reino Unido, o National Insurance Act of 1911 (Lei do Seguro Nacional de 1911) oferecia cobertura para atendimento primário (mas não para atendimento especializado ou hospitalar) para assalariados, cobrindo cerca de um terço da população. O Império Russo estabeleceu um sistema semelhante em 1912, e outros países industrializados começaram a seguir o exemplo. O modelo Semashko foi estabelecido na Rússia Soviética em 1920. Entretanto, não era um sistema verdadeiramente universal naquele momento, pois os residentes rurais não eram cobertos. O modelo melhorou substancialmente a saúde da população em relação ao ponto de partida de sua implementação no final da década de 1920. No entanto, o modelo foi menos eficaz contra doenças não transmissíveis e, como tal, não conseguiu avançar ainda mais na saúde da população. Na década de 1970, com a disponibilidade de novas tecnologias médicas e a demanda popular por melhor atendimento, a União Soviética deu maior ênfase à especialização no atendimento ambulatorial, afastando-se do modelo Semashko. Com isso, a importância do médico distrital foi consideravelmente reduzida.